# Typostola heterochroma
Typostola heterochroma is een spinnensoort in de taxonomische indeling van de jachtkrabspinnen (Sparassidae).
Het dier behoort tot het geslacht Typostola. De wetenschappelijke naam van de soort werd voor het eerst geldig gepubliceerd in 1999 door Arthur Stanley Hirst.